# Silene longicaulis
Silene longicaulis är en nejlikväxtart som beskrevs av Pierre André Pourret de Figeac och Mariano Lagasca y Segura. Silene longicaulis ingår i släktet glimmar, och familjen nejlikväxter. Inga underarter finns listade i Catalogue of Life.